# 大野キャンディス真奈
大野 キャンディス 真奈（おおの キャンディス まな、1998年7月21日 - ）は、日本のアーティスト、映画監督、映像作家。千葉県出身。ミドルネームの「キャンディス」は本名ではなく、本名は大野 真奈（おおの まな）。

## 来歴・人物
東京藝術大学油画科に入学。大学入学後から映像制作に取り組み、2018年に処女作『歴史から消えた小野小町』を発表。監督や脚本、撮影のみならず、自身で11役を演じたことが話題となり、数々の学生映画祭で受賞した。2020年に『愛ちゃん物語♡』の制作を始め、映画館での公開を目指し、作業に集中するため大学を2年間休学。同作は2021年に第43回ぴあフィルムフェスティバルのPFFアワード2021でエンタテインメント賞と映画ファン賞をダブル受賞など話題を呼び、2022年7月29日より全国順次公開を果たした。
大学1年生の頃からラテン語由来で「美しい白」など意味する「キャンディス」をミドルネームにつけている。本記事は大野本人がかつて立項したものであることを明かしており、中国とロシアのクォーターであることを記述していたが、実際には血の混ざっていない日本人である。

## 作品

### 映画
- 歴史から消えた小野小町（2018年、監督・脚本・カメラ・主演）[5]
- 人形（2020年、監督、脚本）
- 愛ちゃん物語♡（2020年、監督、脚本）

### テレビドラマ
- 0.5D（2024年、監督）第3話

## 受賞歴

### 2018年
- a-tom art award 入選
- 久米奨学金 受賞

### 2019年
- 東京学生映画祭 観客賞[5]
- カナザワ映画祭 期待の新人女優賞
- 安宅奨学金 受賞

### 2021年
- ぴあフィルムフェスティバル 映画ファン(ぴあニスト)賞、エンタテインメント(ホリプロ)賞
- ゆうばり国際ファンタスティック映画祭 審査員特別賞
- TAMA NEW WAVE ある視点部門 入選

### 2022年
- 京都国際学生映画祭 入選

## 展示
- わたしたち（2017年）
- 東京藝術大学 芸術祭（2017年）
- 久米賞 受賞展
- わたし展（2018年）
- 東京藝術大学 芸術祭（2018年）
- A-tom art award 2018
- 安宅賞 受賞展
- MOOSIC LAB 2018→2019 特別対バン上映（ケイズシネマ）
- Sinpa vol12 × 尾道映画祭